# Jack Thompson (football américain)
Pour les articles homonymes, voir Jack Thompson.
(en) Statistiques sur pro-football-reference
Jack Thompson, né le 18 mai 1956 à Tutuila aux Samoa américaines, est un joueur américain de football américain. Il évoluait au poste de quarterback dans la National Football League (NFL) pendant six saisons, quatre avec les Bengals de Cincinnati et deux avec les Buccaneers de Tampa Bay.
Son surnom, « the Throwin' Samoan » lui a été attribué par Harry Missildine, chroniqueur de la Spokesman-Review, alors qu'il jouait à l'Université d'État de Washington pour les Cougars, en 1976.

## Biographie

### Carrière universitaire
En tant que joueur universitaire chez Washington State, Thompson établit de nombreux records scolaires, dans la conférence Pac-10 et au sein de la NCAA .
Lors de son année senior en 1978, Thompson termine neuvième dans les votes pour le trophée Heisman, et conclut sa carrière universitaire comme le passeur le plus prolifique dans l'histoire de la NCAA avec 7 818 yards par la passe. Thompson établit des records en Pac-10 pour les passes tentées, les passes complétées et les passes de touchdown. Il est élu dans l'équipe All-Conference à trois reprises et trois fois All-American, une fois dans la première équipe, une fois dans la deuxième équipe et une mention honorable.
Thompson est l’un des deux seuls joueurs de Washington State à avoir son numéro retiré (avec le membre du Pro Football Hall of Fame, Mel Hein ); il portait le numéro 14.

### Carrière professionnelle
Thompson est le premier quarterback sélectionné dans la draft 1979 de la NFL, étant pris au troisième rang par les Bengals de Cincinnati , et y joue pendant quatre ans, dont la saison du Super Bowl XVI en 1981. En 1983, Thompson est envoyé au Buccaneers de Tampa Bay en échange d'une sélection de premier tour de draft.

### Après le football américain
Après sa carrière de joueur, Thompson part s'installer à Seattle et devient banquier hypothécaire, ainsi qu'entraîneur des quarterbacks à la Ballard High School. Son fils Tony, un tight end, a suivi les traces de son père en jouant pour Washington State, et son neveu, Tavita Pritchard, a joué quarterback pour le Cardinal de l'Université Stanford.